# Route européenne 575
Pour les articles homonymes, voir E575 et Route 575.
La route européenne 575 est une route reliant Bratislava, en Slovaquie, à Győr, en Hongrie.